# Le Cloître-Pleyben
Le Cloître-Pleyben [lə klwatʁ plɛbɛ̃] est une commune du département du Finistère, dans la région Bretagne, en France.

## Géographie

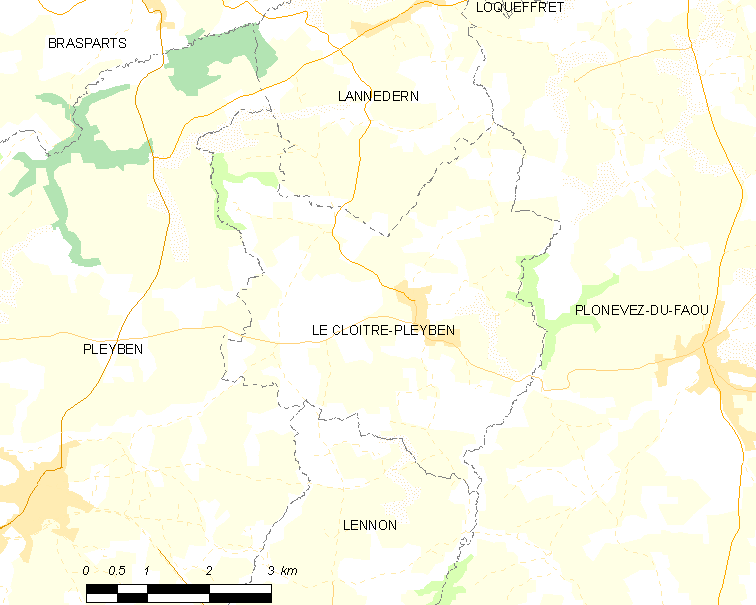
Carte de la commune du Cloître-Pleyben.

Le Cloître-Pleyben est située à 33 km au nord-est de Quimper et à 35 km de la mer. La commune est proche du parc naturel régional d'Armorique qui commence sept kilomètres plus au nord. Le territoire communal forme un plateau bosselé compris entre 140 et 163 mètres d'altitude, le point culminant se trouvant à l'ouest-sud-ouest du bourg, au sud du hameau de Quinquis Ivin ; le bourg lui-même est situé à 142 mètres d'altitude. Ce plateau est échancré par quelques vallons encaissés formés par des affluents de rive droite de l'Aulne, le principal étant le Ster Goanez qui prend sa source au sud du bourg de Loqueffret et sert ensuite de limite communale à l'est avec Plonévez-du-Faou ; ou des affluents de rive gauche de la Douffine  comme le Ster Roudou, venu de Lannédern et qui sert un temps, ainsi qu'un de ses affluents, de limite communale à l'ouest avec Brasparts.
Ses habitants sont les Cloîtriens et les Cloîtriennes.
Le bourg d'importance modeste, a tendance à s'étirer vers le sud-est jusqu'aux hameaux de Prajou-Marie et Gars ar Garo ; l'habitat rural est dispersé en hameaux (villages dans le vocabulaire local), les principaux étant ceux de Garz ar Goff au sud-est ; de Kerrouet, Kergadoret, Kerdantet et Le Manoir à l'est ; de Kerauffret, Menez Rouz, Botmézer et Le Rest au nord-est ; de Trévoën, Cleuz Coat, Coat Hiz Ven (près de la chapelle Saint-Jean), Coat Caër et Guen Graonic au nord-ouest ; de Cleuz Guen, Quinquis Ivin, Kerizella, Cleuziou Meur, Leïn ar Forn, Leïnon, Goazigou et Kermontet au sud-ouest.
|         | Lannédern          |                  |
| Pleyben | du Cloître-Pleyben | Plonévez-du-Faou |
|         | Lennon             |                  |

### Hydrographie
Pour un article plus général, voir Réseau hydrographique du Finistère.
La commune est située dans le bassin Loire-Bretagne. Elle est drainée par le Stêr Goanez, le ruisseau stêr roudou et divers autres petits cours d'eau,.
Le Ster Goanez, d'une longueur de 24 km, prend sa source dans la commune de Loqueffret et se jette  dans le canal de Nantes à Brest à Saint-Thois, après avoir traversé six communes. 

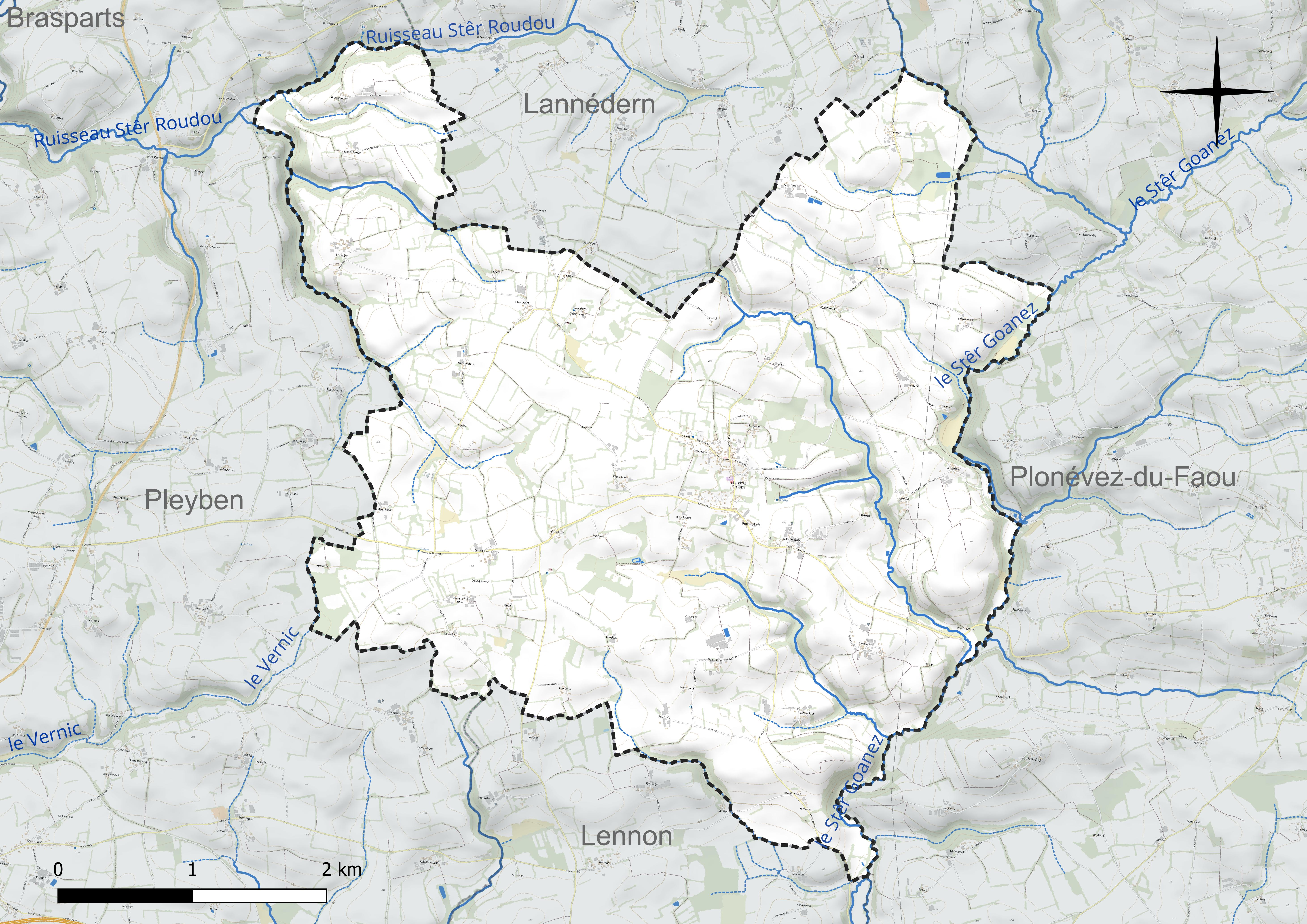
Réseau hydrographique du Cloître-Pleyben.

### Climat
Pour des articles plus généraux, voir Climat de la Bretagne et Climat du Finistère.
En 2010, le climat de la commune est de type climat océanique franc, selon une étude du CNRS s'appuyant sur une série de données couvrant la période 1971-2000. En 2020, Météo-France publie une typologie des climats de la France métropolitaine dans laquelle la commune est exposée à un climat océanique et est dans la région climatique  Finistère nord, caractérisée par une pluviométrie élevée, des températures douces en hiver (6 °C), fraîches en été et des vents forts. Parallèlement l'observatoire de l'environnement en Bretagne publie en 2020 un zonage climatique de la région Bretagne, s'appuyant sur des données de Météo-France de 2009. La commune est, selon ce zonage, dans la zone « Monts d'Arrée », avec des hivers froids, peu de chaleurs et de fortes pluies.
Pour la période 1971-2000, la température annuelle moyenne est de 11,2 °C, avec  une amplitude thermique annuelle de 11,3 °C. Le cumul annuel moyen de précipitations est de 1 179 mm, avec 16,4 jours de précipitations en janvier et 8,7 jours en juillet. Pour la période 1991-2020, la température moyenne annuelle observée sur la station météorologique la plus proche, située sur la commune de Brennilis à 12 km à vol d'oiseau, est de 10,9 °C et le cumul annuel moyen de précipitations est de 1 552,3 mm,. Pour l'avenir, les paramètres climatiques de la commune estimés pour 2050 selon différents scénarios d'émission de gaz à effet de serre sont consultables sur un site dédié publié par Météo-France en novembre 2022.

## Urbanisme

### Typologie
Au 1er janvier 2024, Le Cloître-Pleyben est catégorisée commune rurale à habitat dispersé, selon la nouvelle grille communale de densité à 7 niveaux définie par l'Insee en 2022.
Elle est située hors unité urbaine. Par ailleurs la commune fait partie de l'aire d'attraction de Pleyben - Châteaulin, dont elle est une commune de la couronne,. Cette aire, qui regroupe 18 communes, est catégorisée dans les aires de moins de 50 000 habitants,.

### Occupation des sols
L'occupation des sols de la commune, telle qu'elle ressort de la base de données européenne d'occupation biophysique des sols Corine Land Cover (CLC), est marquée par l'importance des territoires agricoles (95,4 % en 2018), une proportion sensiblement équivalente à celle de 1990 (95,7 %). La répartition détaillée en 2018 est la suivante : 
terres arables (47,2 %), zones agricoles hétérogènes (35,6 %), prairies (12,6 %), zones urbanisées (2,4 %), forêts (2,2 %). L'évolution de l'occupation des sols de la commune et de ses infrastructures peut être observée sur les différentes représentations cartographiques du territoire : la carte de Cassini (XVIIIe siècle), la carte d'état-major (1820-1866) et les cartes ou photos aériennes de l'IGN pour la période actuelle (1950 à aujourd'hui).

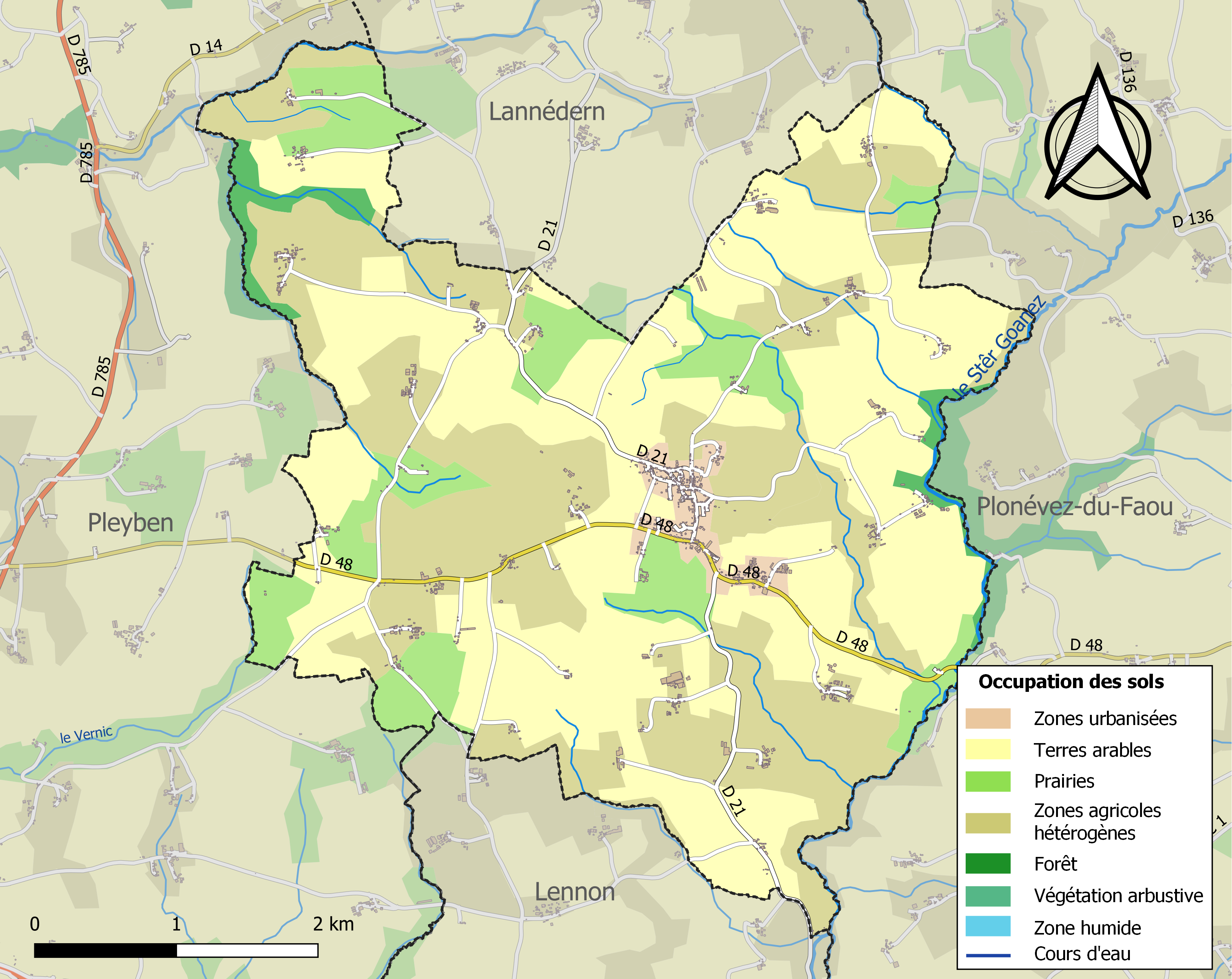
Carte des infrastructures et de l'occupation des sols de la commune en 2018 (CLC).

## Toponymie
Le Cloître provient du latin claustrum signifiant monastère, enceinte en raison d'un monastère qui aurait été fondé par les Hospitaliers de Saint-Jean de Jérusalem. Les variantes orthographiques « Cloistre », « Le Clostre », « Cloestre » ont été relevées au cours du Moyen Âge. Le Cloître est une ancienne trève de la paroisse de Pleyben sous l'Ancien Régime, faisant partie de l'évêché de Cornouaille.
Par décret en date du 25 mai 1955, la commune portera désormais le nom de Le Cloître-Pleyben.

## Histoire

### Préhistoire et Antiquité
Plusieurs habitats néolithiques ont été trouvés sur le territoire communal (souterrains du Quinquis et de Cleuz-Guen) attestant une sédentarisation humaine.
L'ancienne voie romaine, devenue le chemin dénommé Hent-Ahès au Moyen Âge, « venant de Carhaix passait par Plouguer, Le Pénity en Landeleau, le Respidal en Collorec, 400 m au sud du Cloître-Pleyben, 2 800 m au nord de Pleyben, la chapelle de Lopars en Châteaulin, Dinéault, 2 400 m au sud d'Argol, Crozon et la chaussée de l'anse du Kerloc'h pour parvenir à Camaret ».

### Au Moyen Âge
Une motte féodale existait à Kerrouet ; elle a été arasée au XXe siècle.

### Les Hospitaliers
L'importance du culte de saint Jean-Baptiste dans la paroisse laisse supposer que celle-ci pourrait avoir été créée par les Hospitaliers de l'ordre de Saint-Jean de Jérusalem à l'exemple de la chapelle Saint-Jean-Baptiste qui date du XVIIe siècle. Située à Coat-Ilis-Ven (le Bois de l'église blanche), au nord-ouest du bourg, elle a probablement été fondée par les Hospitaliers. Son portail, de style néoclassique, comprend une porte en plein cintre entre deux pilastres, surmontée d'une frise. Au-dessus du fronton cintré brisé se trouve une pietà.

### LeXIXesiècle
Selon Marteville et Varin en 1843, pour une superficie totale de 2 045 ha, les terres labourables occupaient 937 ha (45,8 % de la superficie totale), les prés et pâturage 160 ha, les bois 48 ha, les vergers et jardins 40 ha, les landes et incultes 738 ha (36,1 % de la superficie totale). Quatre moulins se trouvaient alors sur le territoire communal.
La présence de loups a provoqué des récits comme celui-ci : « Selon un récit présenté comme authentique, deux sonneurs qui rentraient fatigués d'une longue noce, passant à pied par les terres du manoir de Kerdanet au Cloître-Pleyben seraient tombés dans une fosse à loup où ils avaient été précédés par un vrai loup. Ils sonnèrent tout le reste de la nuit pour charmer le loup et éviter d'être mangés. Mais l'authenticité de ce récit reste douteuse, car de nombreux récits plus ou moins analogues existaient en maints endroits ».

### AuXXesiècle
Un bureau téléphonique fut mis en service au Cloître-Pleyben le 1er janvier 1914.

#### La Première Guerre mondiale
Le monument aux morts de la commune porte les noms de 74 soldats morts pour la France pendant la Première Guerre mondiale (l'un d'entre eux a été effacé).

#### L'entre-deux-guerres
Des jeunes paysans finistériens, notamment 11 familles du Cloître-Pleyban, émigrent à partir de 1926 en direction du Lot-et-Garonne, s'installant dans les environs de Gontaud-de-Nogaret, Saint-Pierre-de-Nogaret, Verteuil-d'Agenais et Hautesvignes ; d'autres les années suivantes dans les environs de Seyches, Clairac et Lévignac-de-Guyenne.

#### La Seconde Guerre mondiale

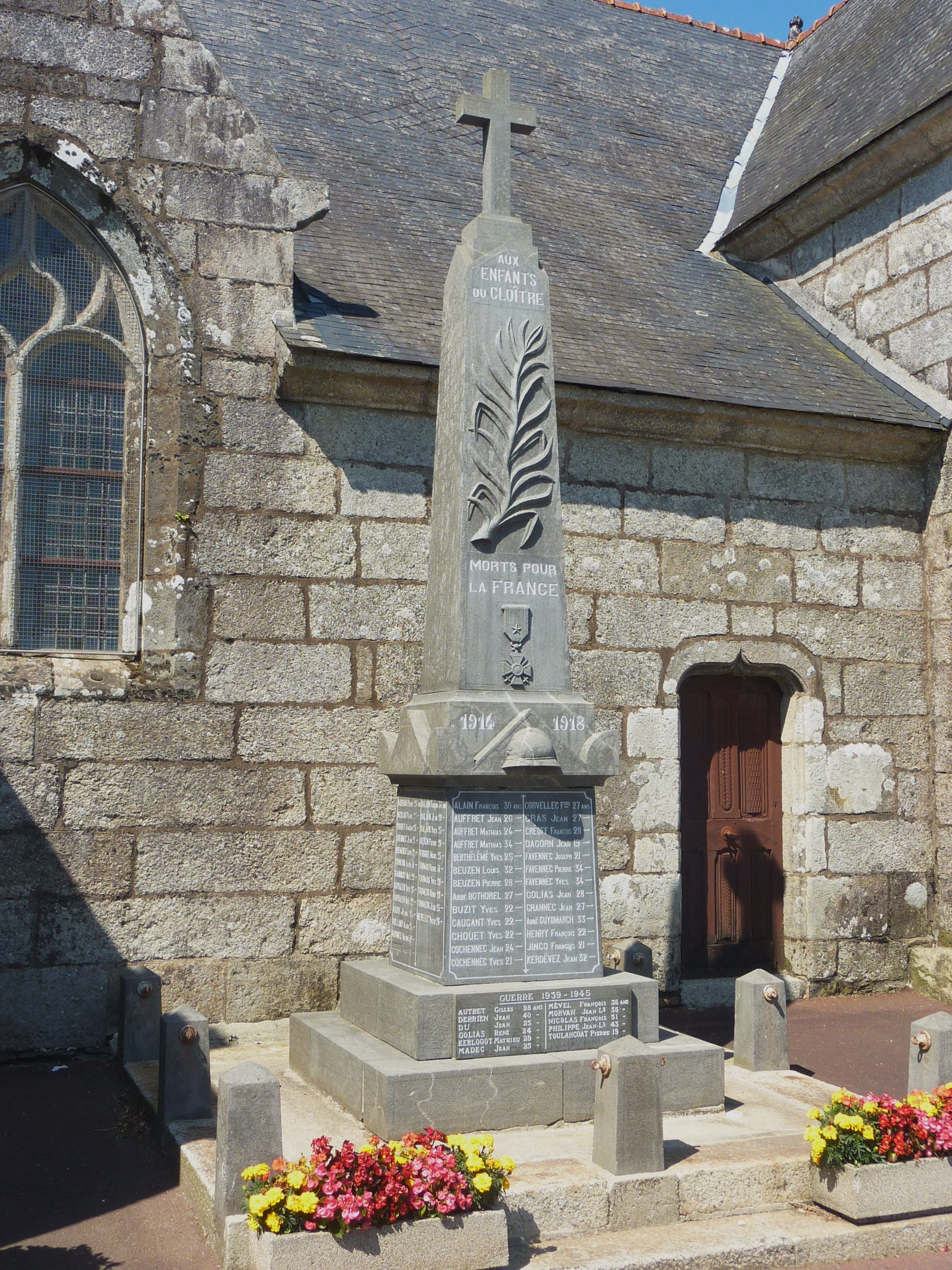
Le monument aux morts du Cloître-Pleyben.

Le monument aux morts de la commune porte les noms de 11 personnes mortes pour la France pendant la Seconde Guerre mondiale.
Le 23 janvier 1943, un avion Boeing B-17 Flying Fortress, appartenant à la 427e escadrille (squadron) du 303e groupe de bombardement (Bomb Group) de la 8e armée aérienne (8th Air Force) américaine qui a décollé de Molesworth, base aérienne située au nord-est de Londres, est abattu par la défense antiaérienne allemande et est en feu avant de toucher le sol, s'écrase à Edern, avec à son bord le corps du bombardier, Roy R. Moser, tué à bord. Huit membres de l'équipage descendent en parachute et atterrissent au Cloître-Pleyben, vus par une partie de la population. Le pilote, Harry A. Robbey, décédé atteint par des balles allemandes, est enterré au cimetière communal. Les aviateurs sont cachés dans des fermes du Cloître-Pleyben à Kergonan et Balanec. Deux furent ensuite conduits au château de Tréfry en Quéménéven possédé par Césaire de Poulpiquet ; deux autres, blessés, à Garz ar Garo. Une vingtaine d'enquêteurs allemands viennent rechercher les aviateurs au Cloître-Pleyben mais sans rien trouver. Par la suite deux des aviateurs furent cachés dans une boulangerie de Plonévez-du-Faou, puis conduits à Carantec où ils embarquèrent clandestinement vers l'Angleterre. Trois autres furent cachés à Guen Garonic, puis à Kergoat Piriou en Lannédern avant de rejoindre le château de Tréfry où ils retrouvèrent deux des leurs qui s'y trouvaient déjà. Conduits à Paris, puis à Saint-Pierre-des-Corps, ils y furent arrêtés le 13 février 1943 à la suite d'une trahison. Les cinq aviateurs furent envoyés en captivité en Allemagne et leurs convoyeurs français déportés (parmi eux, Louis Nouveau, qui revint de Buchenwald). Seize personnes de Lannédern, Port-Launay, Châteaulin et Quéménéven furent arrêtées et emprisonnées à Quimper et six d'entre elles furent condamnées à mort le 2 juin 1943, mais ces peines furent commuées en travaux forcés : les 11 hommes furent internés dans le camp de concentration de Hinzert où Césaire de Poulpiquet décéda le 5 août 1943, certains étant ensuite dispersés dans d'autres camps et 9 d'entre eux se retrouvent en septembre 1944 au camp de Gross-Rosen en Silésie où 6 d'entre eux (René Cozanet, Jean-Louis Le Baut, Jean-Louis Le Bihan, Jean-Louis Moal, Jean-René Hascoët, Émile Baley) décèdent d'épuisement en décembre 1944, un autre (Jean-Yves Hascoet) en mars 1945 à Dachau. Deux seulement sont libérés par les Américains et survivent à la déportation : Jean Crouan et René Hascoët. Les quatre femmes ont été déportées à Ravensbrück, puis à Mauthausen où elles sont libérées par les Américains, mais l'une d'entre elles décède dans le train du retour : Marie-Anne Hascoët. Les trois autres reviennent : Louise Le Page, Marie-Anne Cuzon, Annaïck Moal.
Par ailleurs, Pierre Marie Le Corre, né le 7 août 1904 au Cloître-Pleyben, mécanicien à Paray-Vieille-Poste (Seine-et-Oise), membre du Front national pendant la Seconde Guerre mondiale, fut fusillé au mont Valérien le 5 janvier 1942.

## Politique et administration

### Liste des maires
| Période                                  | Période                   | Identité                                              | Étiquette | Qualité                                                        |
| ---------------------------------------- | ------------------------- | ----------------------------------------------------- | --------- | -------------------------------------------------------------- |
| Les données manquantes sont à compléter. |                           |                                                       |           |                                                                |
| 1800                                     | 1816                      | Yves Jourdren                                         |           |                                                                |
| 1816                                     | 1821                      | Jean-Marie Quévarec                                   |           |                                                                |
| 1821                                     | 1830                      | Jean Favennec                                         |           |                                                                |
| 1831                                     | 1834                      | Yves Jourdren                                         |           |                                                                |
| 1835                                     | 1837                      | François Le Menn                                      |           |                                                                |
| 1837                                     | 1840                      | Jean-Marie Quévarec                                   |           |                                                                |
| 1840                                     | 1842                      | Jean Favennec                                         |           |                                                                |
| 1844                                     | 1854                      | François Le Menn                                      |           |                                                                |
| 1855                                     | 1865                      | Henri Kerdévéz                                        |           |                                                                |
| 1865                                     | 1869                      | Jean Berthélémé                                       |           |                                                                |
| 1869                                     | 1878                      | Jean-Louis Le Gall                                    |           |                                                                |
| 1878                                     | 1881                      | Jean-Hervé Kerdévéz                                   |           |                                                                |
| 1881                                     | 1883                      | François-Corentin Kerdévéz                            |           |                                                                |
| 1883                                     | 1886                      | Hervé Rannou                                          |           |                                                                |
| 1886                                     | 1891                      | Jean Berthélémé                                       |           |                                                                |
| 1891                                     | 1912                      | Jean-François Le Menn                                 |           |                                                                |
| 1912                                     | 1927                      | Jean-François Berthélémé                              | URD       | Agriculteur Conseiller général de Pleyben (1907 → 1928)        |
| 1927                                     | 1935                      | Paul Le Menn                                          | PDP       | Conseiller d'arrondissement (1937 → 1940)                      |
| 1935                                     | 1936                      | Jean-François Picard                                  |           |                                                                |
| 1936                                     | 1947                      | Louis Cras                                            |           |                                                                |
| 1947                                     | mars 1965                 | Yves Mocaër                                           |           | Retraité                                                       |
| mars 1965                                | janvier 1970 (démission)  | Jean Le Gall                                          |           | Cultivateur à Menez-Guen                                       |
| mars 1970                                | mars 1989                 | Jean Cras                                             |           |                                                                |
| mars 1989                                | juin 1995                 | François Philippot (1935-2011)                        | PS        | Agriculteur Ancien conseiller général de Pleyben (1979 → 1985) |
| juin 1995                                | mars 2008                 | Jean Salaün                                           | SE        | Directeur d'hôpital public (CHU de Brest)                      |
| mars 2008                                | En cours (au 25 mai 2020) | Mme Dominique Bilirit Réélue pour le mandat 2020-2026 | DVD       | Assistante maternelle                                          |

## Démographie
| 1793 | 1800 | 1806 | 1821 | 1831 | 1836 | 1841  | 1846  | 1851  |
| ---- | ---- | ---- | ---- | ---- | ---- | ----- | ----- | ----- |
| 837  | 883  | 862  | 899  | 950  | 984  | 1 027 | 1 087 | 1 098 |

| 1856  | 1861  | 1866  | 1872  | 1876  | 1881  | 1886  | 1891  | 1896  |
| ----- | ----- | ----- | ----- | ----- | ----- | ----- | ----- | ----- |
| 1 115 | 1 087 | 1 102 | 1 114 | 1 269 | 1 246 | 1 303 | 1 356 | 1 396 |

| 1901  | 1906  | 1911  | 1921  | 1926  | 1931  | 1936  | 1946  | 1954  |
| ----- | ----- | ----- | ----- | ----- | ----- | ----- | ----- | ----- |
| 1 426 | 1 513 | 1 479 | 1 360 | 1 307 | 1 278 | 1 139 | 1 147 | 1 043 |

| 1962 | 1968 | 1975 | 1982 | 1990 | 1999 | 2005 | 2006 | 2010 |
| ---- | ---- | ---- | ---- | ---- | ---- | ---- | ---- | ---- |
| 881  | 791  | 673  | 588  | 512  | 536  | 555  | 562  | 579  |

| 2015 | 2020 | 2022 | - | - | - | - | - | - |
| ---- | ---- | ---- | - | - | - | - | - | - |
| 540  | 520  | 508  | - | - | - | - | - | - |

Commentaire : Le Cloître-Pleyben est actuellement beaucoup moins peuplé qu'il y a deux siècles ayant perdu en 213 ans, de 1793 à 2006, 282 habitants soit -33,7 % de sa population totale. Cette diminution globale masque toutefois des évolutions très contrastées selon les périodes : la population croît nettement pendant la première moitié du XIXe siècle, gagnant 278 habitants entre 1793 et 1856 en partie à cause du dynamisme induit par la construction du canal de Nantes à Brest et atteignant 1 115 habitants en 1856. Après un léger fléchissement pendant le troisième quart du XIXe siècle, la population de la commune recommence à augmenter, atteignant son maximum en 1906 avec 1 513 habitants. La quasi-totalité du XXe siècle montre par contre un déclin presque constant et important (Le Cloître-Pleyben perd 1 001 habitants entre 1906 et 1990, soit les deux tiers de sa population totale en 84 ans) jusqu'en 1990, année du minimum démographique avec seulement 512 habitants. La commune est lourdement frappée par l'exode rural. Les deux dernières décennies montrent toutefois des raisons d'espérer : un regain démographique est perceptible, la commune ayant gagné 43 habitants entre 1990 et 2006, soit +8,4 % en 16 ans.
Le solde naturel est resté négatif jusqu'en 1999, devenant toutefois pour la première fois depuis longtemps légèrement positif entre 1999 et 2006 (+0,2 % l'an en moyenne). Le solde migratoire, négatif pendant la quasi-totalité du XXe siècle est lui redevenu positif depuis 1982 (+0,5 % l'an en moyenne entre 1999 et 2006). La structure par âges de la population montre une population en moyenne âgée : en 2007, les 65 ans et plus représentaient 23,8 % de la population et les moins de 15 ans 19,6 % seulement. Des constructions neuves montrent toutefois l'amorce d'un nouveau dynamisme : 32 nouvelles résidences principales se sont construites dans la commune entre 1990 et 2004. Les 68 résidences secondaires recensées en 2007, représentent 20,3 % du parc immobilier total.

## Services
Mairie, poste, transport scolaire, garderie périscolaire, école, épicerie, un bar restaurant, un garage et un magasin d'outillage.

## Monuments

### Église Saint-Blaise

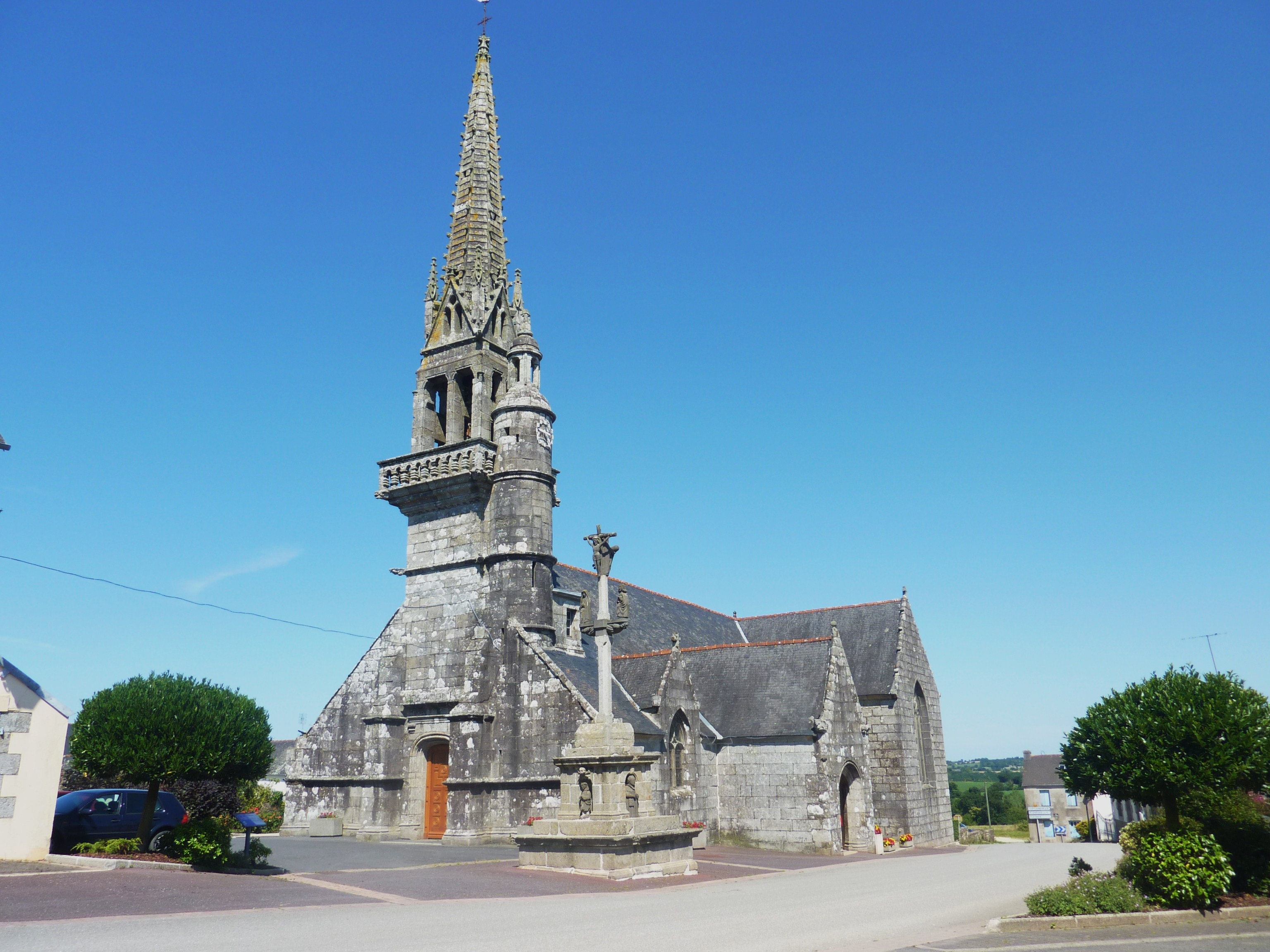
L'église Saint-Blaise, vue d'ensemble.

L'église paroissiale Saint-Blaise date pour sa majeure partie du XVIe siècle, mais l'abside à pans coupés a été ajoutée au XIXe siècle. La flèche est de style gothique. La tourelle d'escalier est coiffée d'un dôme à lanternon de style néoclassique. Son ossuaire, démoli en 1952, a été remonté à Plougastel-Daoulas. Le calvaire du placître date du XVIe siècle.
Autrefois l'église était entourée du cimetière. C'est en 1943 que celui-ci fut déplacé au nord-ouest de la commune. Les piliers de l'entrée principale sont aujourd'hui utilisés pour l'entrée dans le cimetière.
La bannière de saint Blaise est depuis 1995 classée comme patrimoine historique. D'autres objets sont classés, tels que la cloche de 1696 portant les inscriptions venite adorare deum Lesoueff me fecit anno 1696 (Venez adorer Dieu, « Lesoueff » m'a faite en 1696), la statue de saint Yves entre le pauvre et le riche, l'autel et le retable.

### Chapelle Saint-Jean-Baptiste

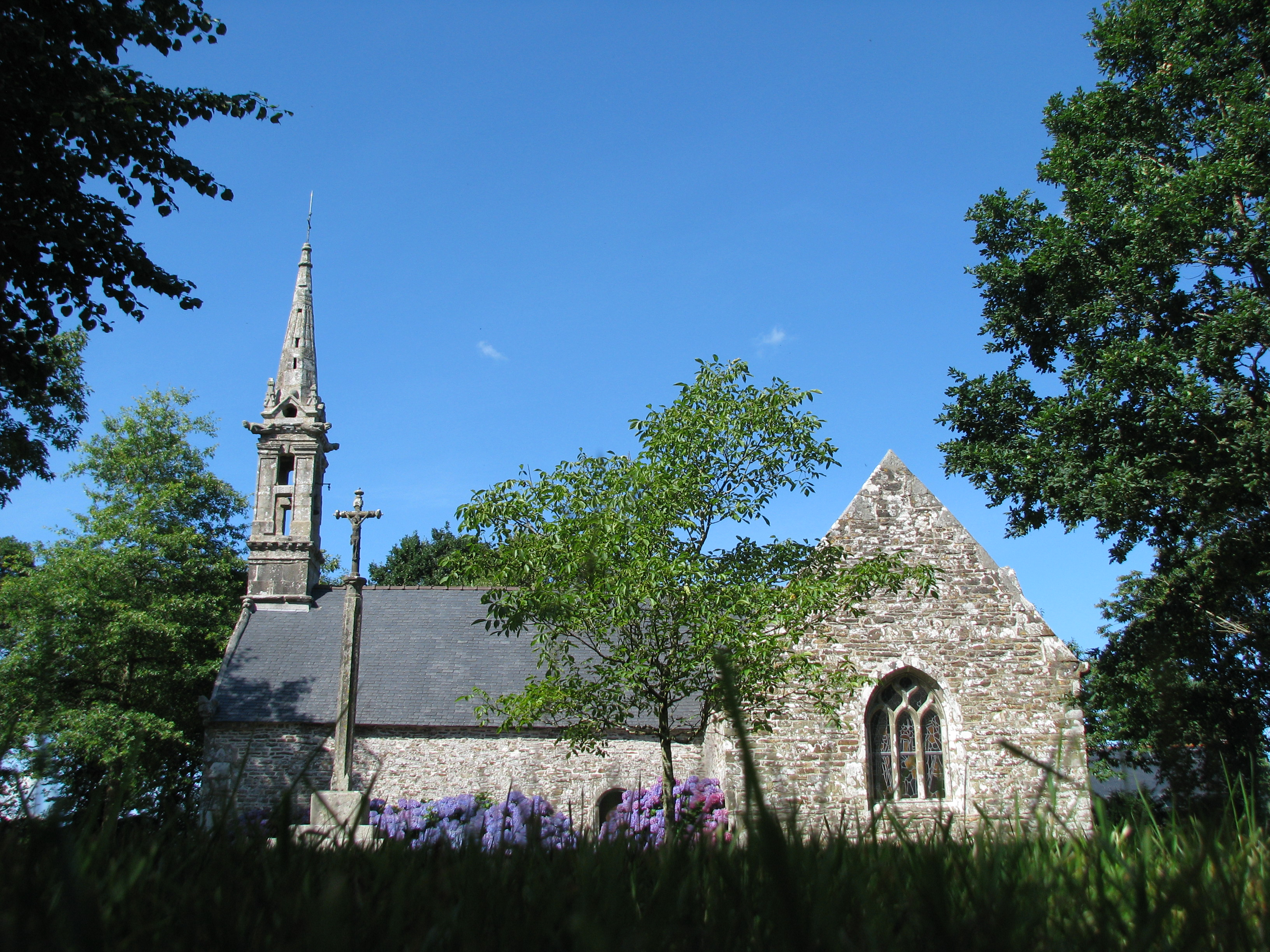
Chapelle Saint-Jean (village de Caot-Ilis-Ven).

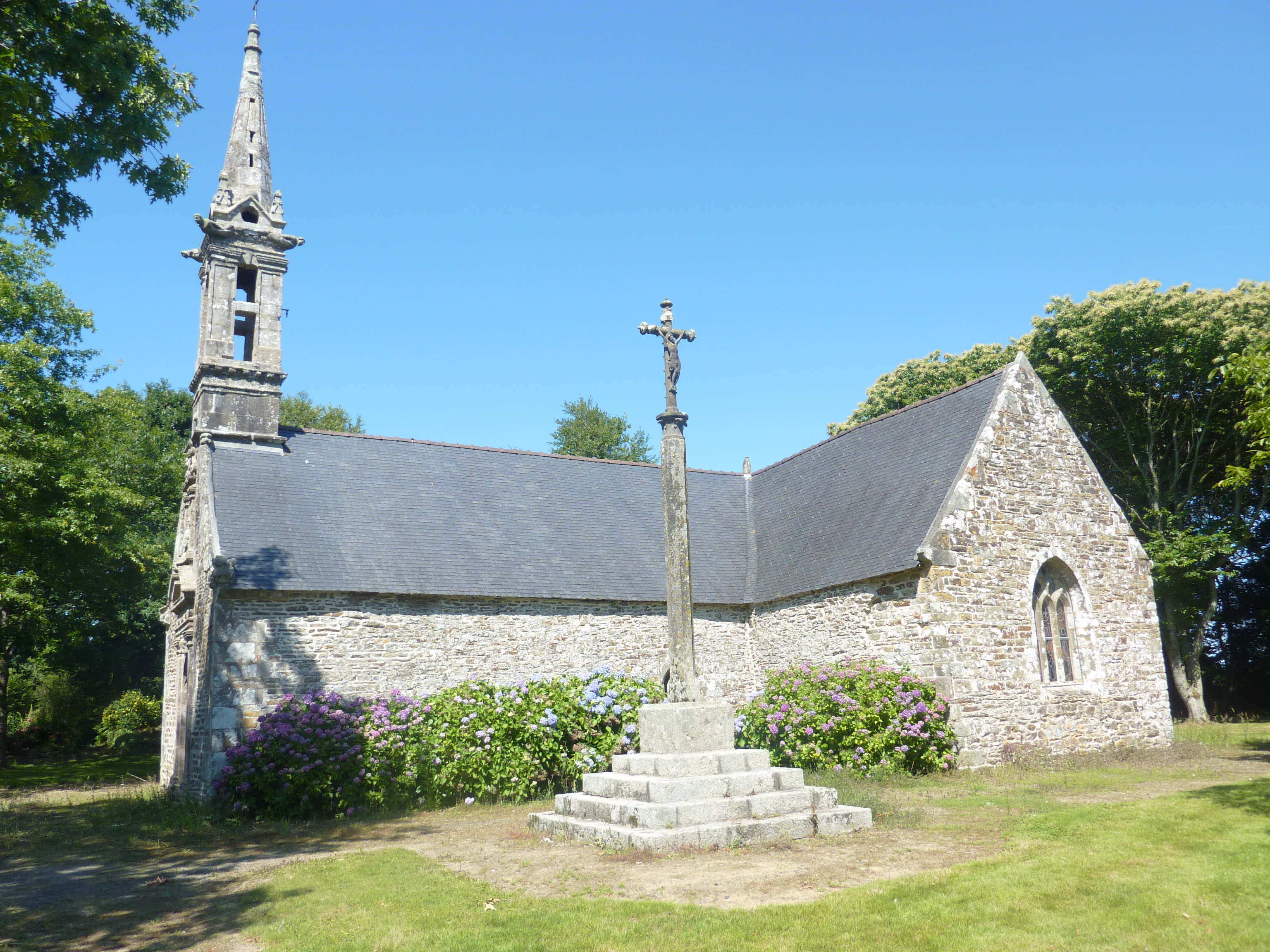
La chapelle Saint-Jean-Baptiste.

La chapelle Saint-Jean-Baptiste date du XVIIe siècle. Située à Coat-Ilis-Ven (le Bois de l'église blanche), au nord-ouest du bourg.

### Chapelle Saint-Voarin

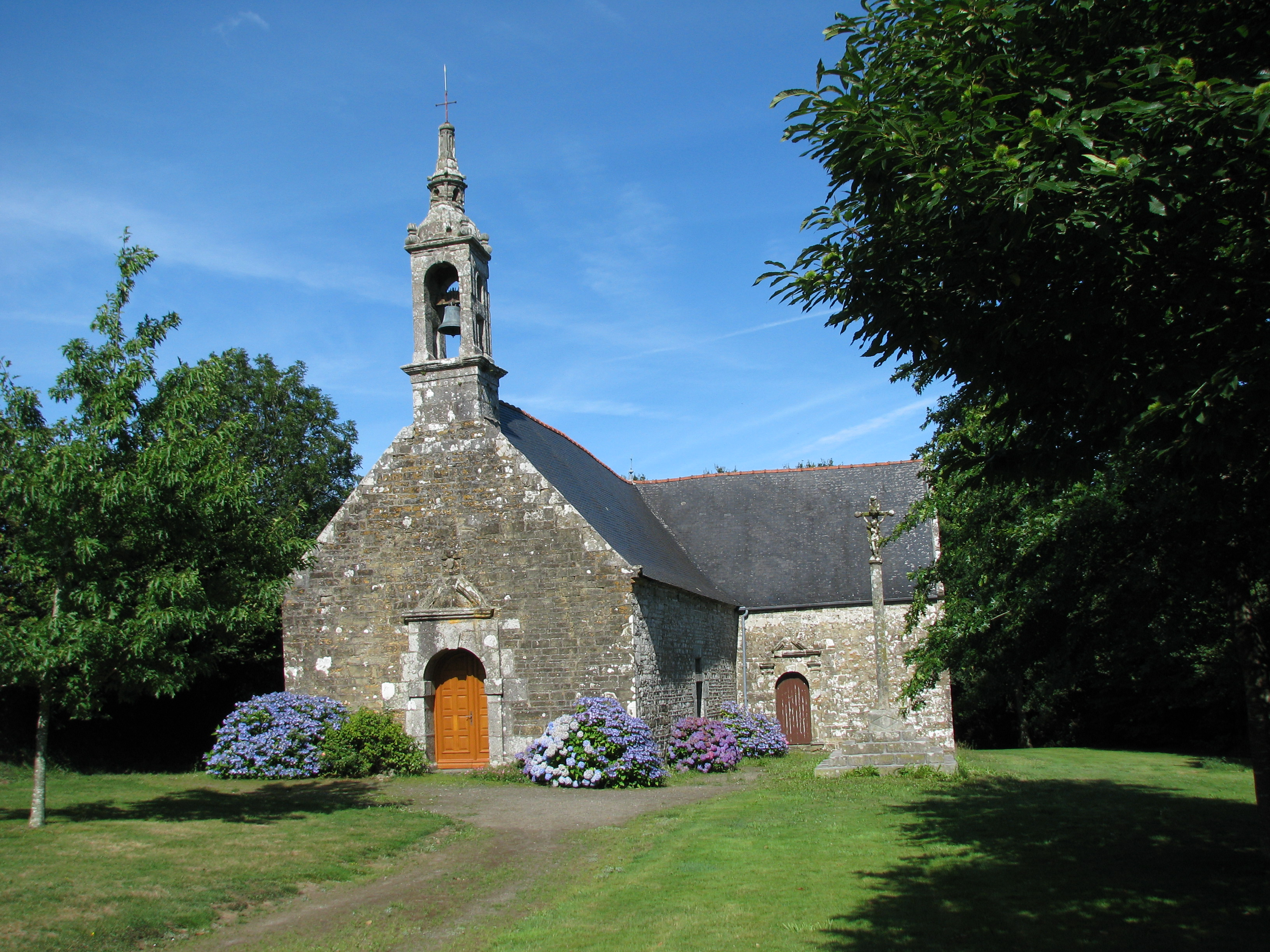
Chapelle Saint-Voarin.

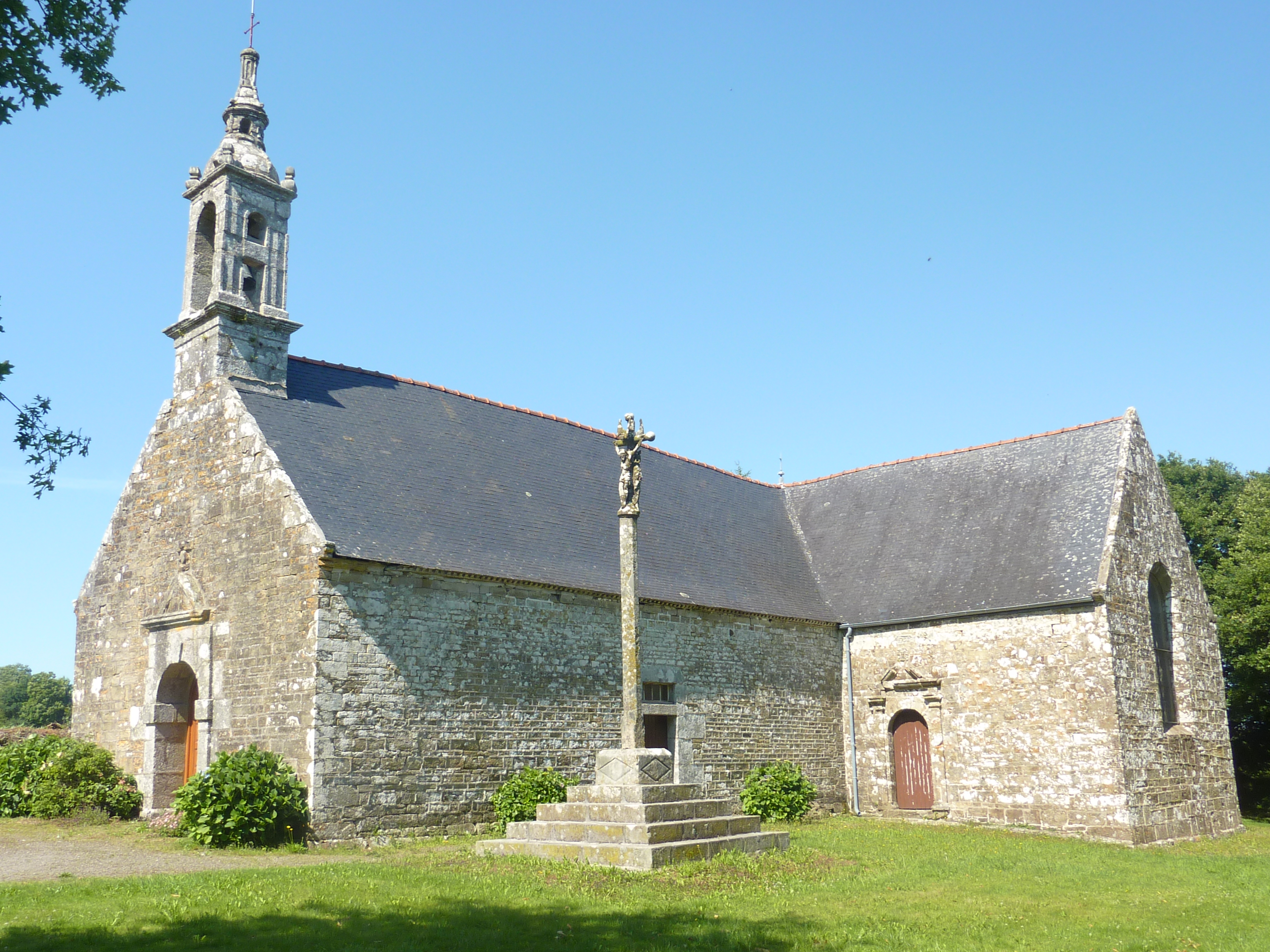
La chapelle Saint-Voarin.

La chapelle de Saint-Voirin ou Saint-Voarin date de 1673 et est située à l'ouest-sud-ouest du bourg. Son nom proviendrait de saint Warhem et elle appartenait à l'abbaye de Landévennec. Elle possède une statue de saint Voarin en évêque ainsi qu'une autre de la Vierge Marie. Le calvaire de son placître date du XVIe siècle. La fontaine Saint-Voarin se trouve à proximité.

### Les croix et calvaires
Des croix à Croaz-Lanneguer, Saint-Jean et dans le cimetière.
L'oratoire de Notre-Dame du Quinquis fut construit grâce à la famille Berthélémé, qui y fit ériger la statue de la Vierge à l'Enfant.
Une inscription y est gravée « Secour ar Christenien, pedit evidom », c'est-à-dire, secours des chrétiens, priez pour nous.

### Manoir de Kerdanet
Le manoir de Kerdanet date du XVIIIe siècle.
Il est composé d'une bâtisse principale, devant laquelle se trouve un puits.
Sur le terrain, un pigeonnier particulier car il se trouve sur le pignon d'un des bâtiments secondaires.
En contrebas, une étendue créée par les moines qui demeuraient à une période à Kerdanet. En ayant barré la rivière, les religieux avaient une réserve d'eau mais aussi créé une pisciculture de truites.
En descendant toujours vers la vallée, se trouve un piège à loup qui aujourd'hui est en ruine. L'histoire dit que deux sonneurs un peu trop imbibés par l'alcool et revenant d'un pardon, tombèrent dans le piège. Celui-ci déjà occupé par un loup. Pour calmer l'animal, les deux compères durent jouer le reste de la nuit. Au lever du jour, des paysans entendirent la musique et purent libérer les musiciens.
En s'approchant du Ster Goanez, il y a les vestiges d'un pont reliant Le Cloître-Pleyben à Plonévez-du-Faou. Aujourd'hui, on peut voir un amas de pierres et terres, recouvert de végétation.

## Manifestations
- Pardon du Cloître.
- Tournoi de l'ASCL football.
- Nuit Bidard.
- Pardon de la Saint-Jean, à la chapelle, le 1er dimanche de septembre.
- La fête de la chasse, le 1er dimanche de septembre.
- Pardon de Saint-Voirin, le troisième dimanche de juin.
- Les vieilles mécaniques (mai).

## Personnalités liées à la commune
- Miss Bretagne 2023